# 成瀨誠
成瀨誠（日语：／ Naruse Makoto，11月3日—）日本男性聲優。所屬事務所為Kenyu Office。島根縣出身。身高171cm，體重56kg，血型A型，星座天蝎座。興趣是自行車、看電影、游泳、足球。

## 參與作品

### 電視動畫
- アカネマニアックス
- 學園愛麗絲（安藤翼）
- CLUSTER EDGE
- さいころボット コンボック（ドンドン）
- SUBMARINE SUPER 99（ゼ・ストロン）
- 地獄少女（秋元刑事）
- 新白雪姬傳說（螢）
- D.C. ～ダ・カーポ～（カヲル）
- 電光快車俠2（新橋哲雪）
- 電腦冒險記（クロル）
- 成惠的世界
- BLEACH
- 薔薇少女（男子生徒）
- 遊戲王GX（藤原優介）
- 戰場女武神（拉瑪爾・拉瓦特）
- 動物偵探奇魯米（新井樂太郎）

2002年
- 驚爆危機（部下A）

2003年
- 驚爆危機？校園篇（兵士C）

2014年
- 牙狼〈GARO〉-炎之刻印-（毛羅）
- 境界觸發者（半崎義人）

2015年
- 名侦探柯南（熊堂淳二 #801-802）

2016年
- 龍族拼圖X（荷魯斯）

2018年
- 东京喰种:re（宇井郡）
- 名侦探柯南（佐伯辽平）

### OVA
- True Love Story -Summer Days, and yet...（百道誠太郎）
- Canvas ～セピア色のモチーフ～ 全2巻（麻生大輔）

### 網絡動畫
- Starry☆Sky（柿野 眞古都）

### 遊戲
- [DS]學園愛麗絲（安藤翼）
- きみとスタディ（上條エドワード裕也）
- JULIA（桜井一哉）
- Daylight -朝に光の冠を-（メイオラニア・ウィリアム・ソニエラ）
- 美少女梦工厂5（朝倉健一）
- True Love Story -Summer Days, and yet...（百道誠太郎）
- バテン・カイトスII 始まりの翼と神々の嗣子（ポルコ）
- [PS2]心跳回憶 Girl's Side 2nd Kiss（天地翔太） 
  - [DS]心跳回憶 Girl's Side 2nd Season
  - [PC]心跳回忆 Girl's Side 2nd Kiss Typing
- [PS2]翡翠之雫 绯色的碎片2（壬生小太郎） 
  - [PS2]真·翡翠之雫 绯色的碎片2
  - [PSP]真·翡翠之雫 绯色的碎片2 携带版
- [PS2]Full House Kiss系列（一宫濑伊）
  - Full House Kiss
  - Full House Kiss2
- [PS2]Arcobaleno!（日语：アルコバレーノ!）（桂风汰）
  - [PSP]Arcobaleno! 携带版
- Starry☆Sky（柿野 眞古都） 
  - [pc]Starry☆Sky ～in Autumn～
  - [pc]Starry☆Sky ～after Autumn～
  - [psp]Starry☆Sky ～in Autumn～ 携带版

## 外部連結
- 事務所公開簡歷（日語）
- 成瀬誠の電撃なる2計画（日語）